# Jean Claude Baudoult d'Hautefeuille
Pour les articles homonymes, voir Familles d'Hautefeuille et Hautefeuille.
Jean Claude Baudoult, sieur d'Hautefeuille, habitant de Corbie (Somme), est un officier aux chevau-légers.
Il est l'auteur de la famille subsistante Baudoult ou Boudoux d'Hautefeuille.

## Biographie
Un Jean-Claude Baudoult, sieur d'Hautefeuille, fut officier aux chevau-légers au début du XVIIe siècle. Il est donné par Gustave Chaix d'Est-Ange comme le père de Claude Boudoux, laboureur à Puzeaux, près de Péronne, marié en mars 1649 avec Antoinette Gérault.
On leur connait deux enfants, dont Jean Baudoux, laboureur à Puzeaux, marié le 9 juillet 1680 à Gruny avec Catherine Dubert, fille de Louis Dubert, laboureur à Gruny, et de Catherine Berthe, qui fait la souche de la famille Boudoux ou Baudoult d'Hautefeuille.

« La famille Baudoult ou Boudoux d'Hautefeuille appartient à l'ancienne bourgeoisie de Picardie. Elle remonte par filiation à Jean Claude Baudoult, sieur d'Hautefeuille, officier aux chevau-légers, habitant de Corbie, dont le fils, Claude Baudoult d'Hautefeuille, cultivateur à Puzeaux, près de Péronne, épousa en mars 1649 Antoinette Géraud de Boisleux. »

— Gustave Chaix d'Est-Ange

## Filiation
- Jean Claude Baudoult, sieur d'Hautefeuille, officier aux chevau-légers de la compagnie de Monmort, bourgeois en 1615 de Corbie (Somme), en Picardie.
- Claude Boudoux (1682-1727), cultivateur  à Puzeaux (Somme).
- Charles Boudoux, cultivateur à Curchy (Somme).

### Branche Boudoux d'Hautefeuille
- Charles Boudoux (1715-1840), cultivateur, maire de Curchy, conseiller général de Roye (Somme).
- Charles Boudoux d'Hautefeuille (1813-1876), cultivateur, maire de Curchy.
- Charle Boudoux d'Hautefeuille (1850-1912), magistrat, juge suppléant près le tribunal de Vervins  (Aisne).
- Charles Boudoux d'Hautefeuille (1890-1918), sous-lieutenant d'aviation, mort pour la France, en combat aérien, le 20 avril 1918.
- Stéphane Boudoux d'Hautefeuille (1911-1996), saint-cyrien (promotion Mangin 1929-1996), général de brigade aérienne, commandeur de la Légion d'honneur.
- Claude Boudoux d'Hautefeuille (1913-2000), saint-cyrien (promotion Tafilalet 1931-1933), lieutenant-colonel, croix de guerre 1939-1945, officier de la Légion d'honneur.
- Gilles Boudoux d'Hautefeuille (1921-1945), saint-cyrien (promotion maréchal Pétain 1940-1942), lieutenant de l'arme blindée au 12e régiment de chasseurs d'Afrique, mort pour la France le 16 avril 1945 au siège de Royan.

### Branche Baudoult d'Hautefeuille
- Jean Baudoult d'Hautefeuille (1904-1982), saint-cyrien (promotion du Rif 1924-1926), colonel d'aviation.
- Éric Baudoult d'Hautefeuille (1939-2003), polytechnicien (X 1958), ingénieur en chef des mines.

## Armes familiales
- D'azur au trèfle d'or[3]